# Richard S. Aldrich

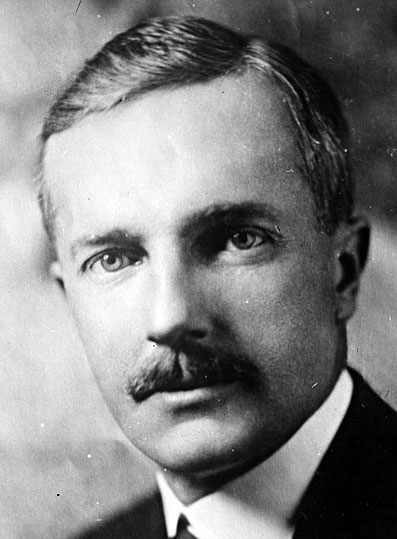
Richard S. Aldrich

Richard Steere Aldrich (* 29. Februar 1884 in Washington, D.C.; † 25. Dezember 1941 in Providence, Rhode Island) war ein US-amerikanischer Politiker. Zwischen 1923 und 1933 vertrat er den zweiten Wahlbezirk des Bundesstaates Rhode Island im US-Repräsentantenhaus.

## Werdegang
Richard Aldrich entstammte einer prominenten Politikerfamilie. Er war ein Nachfahre von John Steere, einem der ersten Siedler in Providence. Sein Vater Nelson W. Aldrich (1841–1915) vertrat zwischen 1879 und 1911 den Staat Rhode Island in beiden Kammern des Kongresses. Über seine Schwester Abby Aldrich Rockefeller war er der Schwager von John D. Rockefeller, Jr. und Onkel des späteren US-Vizepräsidenten Nelson Aldrich Rockefeller. Sein jüngerer Bruder Winthrop war Bankier und von 1953 bis 1957 amerikanischer Botschafter in Großbritannien.
Aldrich besuchte die öffentlichen Schulen in Providence und absolvierte im Jahr 1902 die dortige Hope Street High School. Bis 1906 studierte er an der Yale University. Nach einem anschließenden Jurastudium an der Harvard University und seiner im Jahr 1911 erfolgten Zulassung als Rechtsanwalt begann er in New York in seinem neuen Beruf zu arbeiten. Im Jahr 1913 kehrte er nach Providence zurück, wo er ebenfalls als Rechtsanwalt tätig wurde. Zwischen 1914 und 1916 war er republikanischer Abgeordneter im Repräsentantenhaus von Rhode Island; von 1916 bis 1918 gehörte er dem Staatssenat an. Während des Ersten Weltkrieges diente er bei einer Rotkreuzeinheit in Frankreich, die sich um verwundete Soldaten kümmerte.
1922 wurde Aldrich im zweiten Distrikt von Rhode Island in das US-Repräsentantenhaus in Washington gewählt. Dort trat er am 4. März 1923 die Nachfolge von Walter Russell Stiness an. Nach vier Wiederwahlen konnte er bis zum 3. März 1933 im Kongress verbleiben. Dort gehörte er zeitweise dem auswärtigen Ausschuss an. Im Jahr 1932 verzichtete er auf eine weitere Kandidatur. Nach dem Ende seiner Zeit im Kongress arbeitete Aldrich wieder als Anwalt. Außerdem war er im Aufsichtsrat mehrerer Versicherungen und Banken. Seit 1918 war er auch Direktor bei der Providence Journal Company. Richard Aldrich starb am 25. Dezember 1941 in Providence und wurde dort auch beigesetzt.